# 小行星6315
小行星6315（英語：6315）是一颗围绕太阳公转的小行星。1990年10月11日，上田清二、金田宏在钏路市发现了此天体。
这颗小行星的绝对星等为51.60985684377735等。